# Martha Reeves (cantante)
Martha Rose Reeves, conosciuta anche con il nome d'arte di Martha LaVaille (Eufaula, 18 luglio 1941), è una cantante statunitense (segnatamente: afroamericana), dedita principalmente ai generi pop-soul-R&B e professionalmente in attività dalla fine degli anni cinquanta, prima come componente di gruppi quali The Fascinations, Martha Reeves & The Sweet Things, The Del-Phis e soprattutto Martha and the Vandellas (di cui è stata la leader) e poi - a partire dalla metà degli anni settanta - come solista.

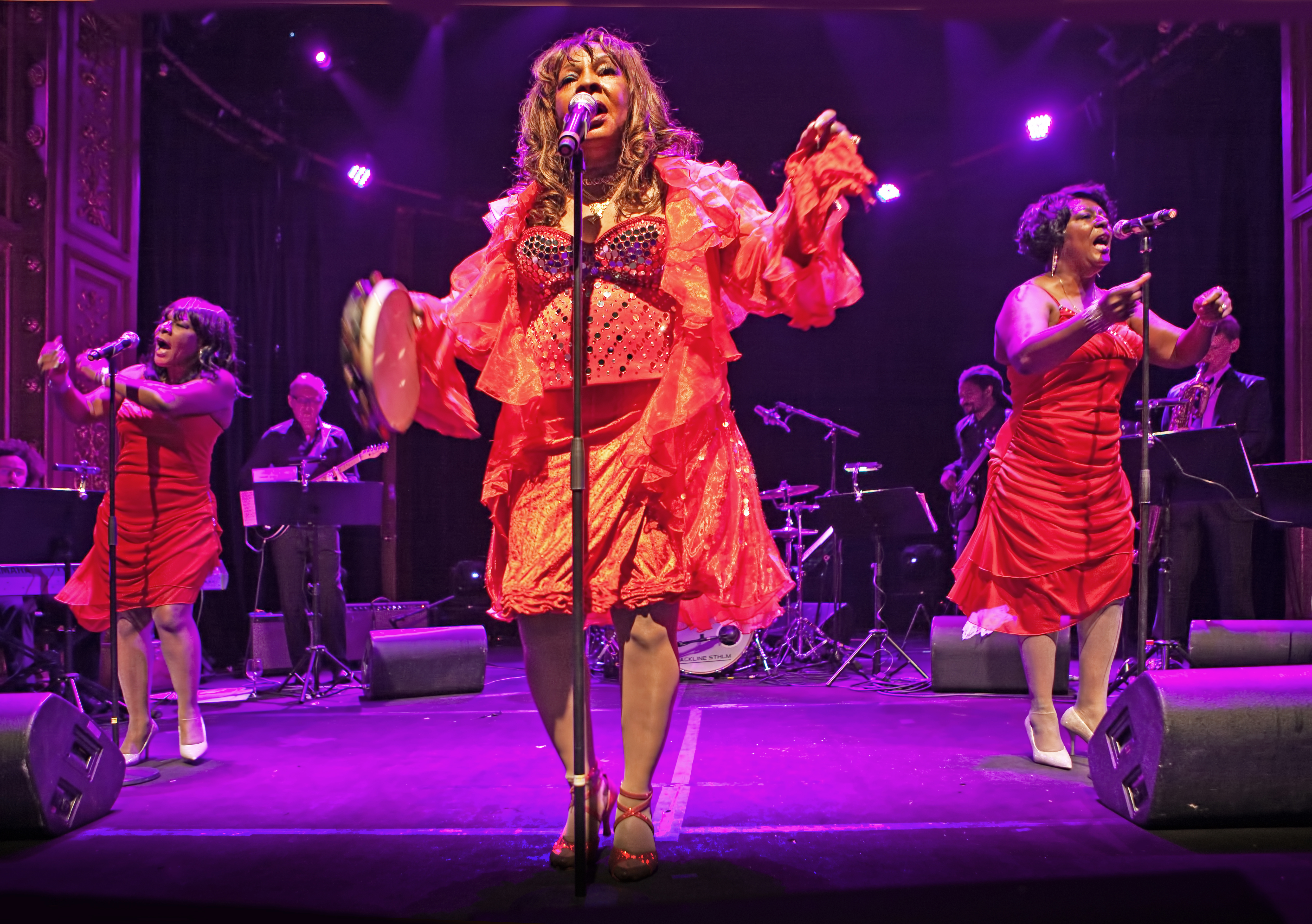
Martha Reeves in concerto con The Vandellas nel 2011

Da solista, ha pubblicato 6 album, il primo dei quali è l'album eponimo del 1974.
È inserita nella Rock and Roll Hall of Fame.

## Discografia da solista

### Album
- 1974: Martha Reeves (MCA)
- 1975: Rainbow      (Phonarama)
- 1977: For the Rest of My Life (Arista)
- 1978: We Meet Again (Fantasy)
- 1980: Gotta Keep Moving (Fantasy)
- 2004: Home To You (Itch/True Life Entertainment)

### Singoli
1. Power of Love (1974) (#76 Pop; #27 R&B)
2. Wild Night (1974) (#74 R&B)
3. Love Blind (1975) (#61 R&B)
4. I'm Not Leaving , con Crystal Method (2012) (#24 Billboard Dance)

## Filmografia

### Attrice
- Pornorella (Fairy Tales), regia di Harry Hurwitz - ruolo: Zia La Voh
- Tenacious D e il destino del rock (Tenacious D in The Pick of Destiny), regia di Liam Lynch - ruolo: cameo